# شوتم أب

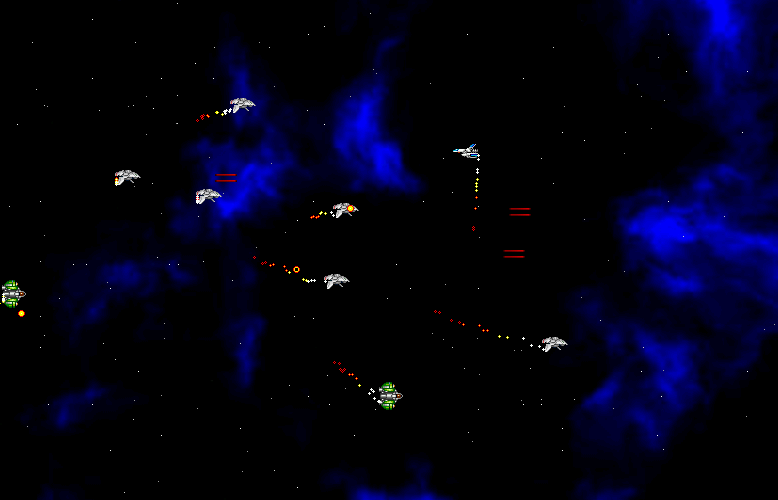
إحدى مراحل لعبة بروجكت ستارفايتر وتشتهر بإطلاق النيران تجاه الآلات المعادية.

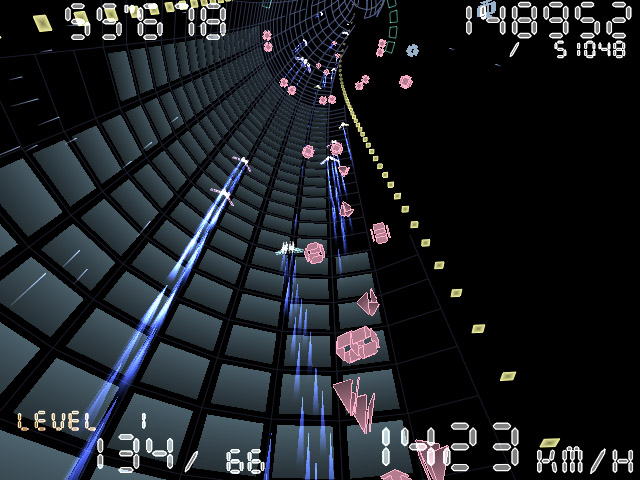
تورز تروبير في متجر السلاح الإفتراضي.

لعبة باتل سيتي هي أشهر لعبة شوتم أب

 شوتم أب (بالإنجليزية: Shoot 'em up)‏  هي نوع فرعي من ألعاب الفيديو، يتم التحكم بمركبة فضائية أو بشخصية خيالية أو بطائرة حيث يتم تفجير المركبات الأخرى أو الأغراض المتناثرة في المراحل. ستار فوكس (Star Fox) من أشهر ألعاب هذا النوع، بالإضافة لبعض ألعاب شوتم أب، يتمكن المقاتل (بطل اللعبة) من أن يشتري عدداً من السلاح أو تطويرها كتطوير الذخيرة وتثبيت بندقية القناصة ونحو ذلك.